# Yumbo
Yumbo est une ville du département Valle del Cauca en Colombie.